# Megacerus cubicus
Megacerus cubicus är en skalbaggsart som först beskrevs av Victor Ivanovitsch Motschulsky 1874.  Megacerus cubicus ingår i släktet Megacerus och familjen bladbaggar. Inga underarter finns listade i Catalogue of Life.